# Higuchi Ichiyō

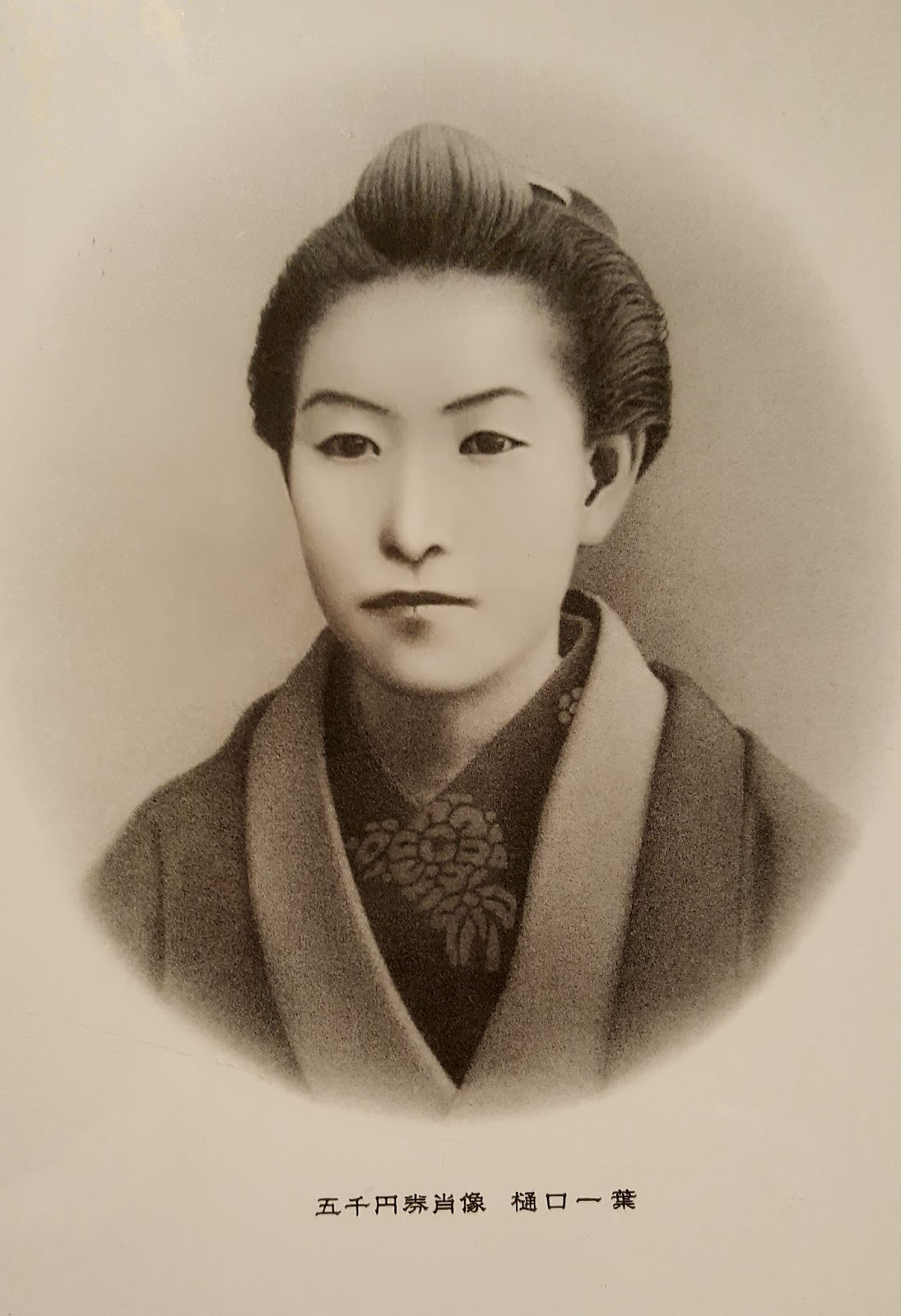
Higuchi Ichiyō

Higuchi Ichiyō (jap. 樋口 一葉; anhörenⓘ; * 2. Mai 1872 in Tokio; † 23. November 1896 Tokio), eigentlich Higuchi Natsu (樋口 奈津), war eine japanische Schriftstellerin der Meiji-Zeit. In der Waka-Dichtung und klassischen Literatur von Nakajima Utako, in der Romanliteratur von Nakarai Tōsui ausgebildet, stand sie in freundschaftlicher Beziehung zu den Autoren der Literaturzeitschrift Bungakukai, in der sie auch selbst Werke veröffentlichte. Neben Erzählungen wie Takekurabe (たけくらべ), Nigorie (にごりえ) oder Jūsan’ya (十三夜), s. u., hinterließ sie eine große Zahl literarisch bedeutsamer Tagebücher.
Das Porträt Higuchi Ichiyōs ist auf der im November 2004 von der Japanischen Zentralbank herausgegebenen, neuen 5000-Yen-Banknote abgebildet (Bild: siehe Artikel Yen).

## Leben
Higuchi Ichiyō wurde am 2. Mai 1872 im heutigen Chiyoda, Tōkyō geboren, als zweite Tochter des Vaters Higuchi Tamenosuke (樋口 為之助) und der Mutter Ayame (多喜), die als fünfte Tochter aus der Familie Furuya (古屋) stammte. Ichiyōs ältere Schwester hieß Fuji (ふじ), ihre älteren Brüder waren Sentarō (泉太郎) und Toranosuke (虎之助). Später wurde die jüngere Schwester Kuni (くに) geboren.
Während ihrer Mädchen- und Jugendzeit wuchs sie in einem mittelständischen Umfeld auf und zeigte seit frühester Zeit Interesse am Lesen. Im Alter von sieben Jahren soll sie Erzählungen zufolge das Nansō Satomi Hakkenden (南総里見八犬伝, dt. „Die Erzählung von den acht Hunden aus dem Hause Satomi in Nansō“) von Kyokutei Bakin vollständig gelesen haben. 1877 wurde sie in die Hongō-Grundschule eingeschult, musste diese aber wieder verlassen, da sie sich noch zu jung war. Einige Zeit darauf besuchte sie stattdessen die Yoshikawa-Privatschule. 1881 kam es zum Bruch mit Toranosuke, dem jüngeren Bruder, wegen dessen ausschweifender Lebensweise. Im gleichen Jahr zog die Familie in das Viertel Okachimachi in Shitaya, einen anderen Bezirk Tōkyōs, weswegen Ichiyō im September auf die Aoumi-Schule im Motokuromon-Viertel in Ueno umgeschult wurde. Doch noch bevor sie die höheren Klassen erreichte, nahm ihre Mutter sie ungeachtet ihrer hervorragenden Leistungen wieder von der Schule, da sie glaubte, eine Frau benötige nicht soviel Bildung.
Demgegenüber soll der Vater, das literarische Talent seiner Tochter erkennend, sie zu Wada Shigeo (和田 重雄), einem Bekannten, geschickt haben, damit dieser sie in klassischer Waka-Dichtung ausbilde. 1886 wurde sie durch Vermittlung eines weiteren Bekannten des Vaters Schülerin an Nakajima Utakos Dichtkunstschule Haginoya. Dort erhielt sie neben der Waka-Dichtung Unterricht in japanischer Kalligraphie und klassischer Literatur. Ichiyōs erste eigene Werke orientierten sich am Genji Monogatari und an anderen klassischen Werken. Während der Zeit an der Haginoya-Schule lernte sie Itō Natsuko (伊東 夏子) und Tanabe Tatsuko (田辺 龍子) kennen, mit denen sie sich anfreundete, und sie hielt später selbst als Hilfslehrerin dort Unterricht.
Ichiyōs Familie wechselte oft den Wohnort. Insgesamt fanden zwölf Umzüge statt. Im Jahre 1888 starb Sentarō, der ältere Bruder, und im Juli des darauffolgenden Jahres auch der Vater. Ichiyō, die zu dieser Zeit erst 17 Jahre alt war, wurde dadurch zum Familienoberhaupt und musste den Unterhalt der Familie aufbringen. 1890 lebte sie als Schülerin der Haginoya-Schule zunächst im Hause Nakajima und zog dann im September nach Hongō-Kikuzaka, wo sie sich mit ihrer Mutter und ihrer älteren Schwester den Lebensunterhalt mit Nähen und Waschen mühsam erarbeitete. Es heißt jedoch, dass Ichiyō selbst, harte körperliche Arbeit verachtete und diese darum ganz den beiden anderen Frauen oblag.
Als sie erfuhr, dass ihre Mitschülerin Tanabe Kaho (田辺 花圃) für ihren Roman Yabu no Uguisu (藪の鶯, dt. „Die Nachtigall im Busch“) ein hohes Autorenhonorar erhalten hatte, beschloss Ichiyō, Romane zu schreiben. Im Alter von 20 Jahren verfasste sie Kare obana-hitomoto (かれ尾花一もと) wofür sie erstmals das Pseudonym Ichiyō verwendete. Mit dem Ziel, ihren Lebensunterhalt als Schriftstellerin zu verdienen, ließ sie sich von dem bei der Asahi-Zeitung als Romanautor arbeitenden Nakarai Tōsui unterweisen und veröffentlichte ihr Erstlingswerk Yamizakura (闇桜) in der Erstausgabe von Nakarais Zeitschrift Musashino. Auch danach kümmerte Nakarai sich um Ichiyō. Die Liaison der beiden nimmt jedoch ein baldiges Ende als sich Gerüchte über sie verbreiteten. Als Reaktion darauf schrieb Ichiyō den Roman Umoregi (うもれ木), den sie im idealistischen Stile Kōda Rohans hält und mit dem sie sich stilistisch wie symbolisch von Nakarai trennte. Dieser Roman war es auch, der ihre Bekanntheit begründete.
Nachdem sie Literaten wie Shimazaki Tōson oder Hirata Tokuboku, die mit der europäischen Literatur vertraut waren, kennengelernt und mit der naturalistischen Literatur in Berührung gekommen war, veröffentlichte sie zahlreiche Werke wie Yuki no hi (雪の日) in der Literaturzeitschrift Bungakukai. Zu dieser Zeit erhielt sie einen Heiratsantrag ihres ehemaligen Verlobten, des Staatsanwaltes Sakamoto Saburō, den sie jedoch abwies. Da die Existenznöte eine Wende nahmen, eröffnete sie in Shitaya-Ryūsenjimachi, nahe dem Tokyoter Freudenviertel Yoshiwara, einen Laden für Haushaltsgeräte und einfache Süßwaren, doch im Mai 1894 gab sie den Laden wieder auf und zog nach Hongō-Maruyamafukuyamachō. Diese Erfahrungen verarbeitet sie in ihrem Meisterwerk Takekurabe. Im Dezember 1894 veröffentlicht sie Ōtsugomori in der Bungakukai und im darauffolgenden Jahr, 1895, ab Januar Takekurabe in sieben Teilen. Dazwischen veröffentlicht sie Yukukumo, Nigorie, Jūsan’ya und anderes. In Bezug auf die Zeit, in der all diese Werke erschienen, spricht man auch von dem „Wunder der 14 Monate“. Als 1896 Takekurabe im Literaturklub (文芸倶楽部, bungei kurabu) in einem Band erscheint, wird das Werk von Mori Ōgai, Kōda Rohan und anderen hoch gelobt. Mori Ōgai würdigt Ichiyō in der Literaturzeitschrift Mesamashigusa und es kommt zum häufigen Austausch mit den Autoren der Bungakukai.
Am 23. November 1896 verstarb Higuchi Ichiyō im Alter von nur 24 Jahren an Tuberkulose. Ihre literarische Tätigkeit umfasste kaum mehr als 14 Monate. Nach ihrem Tod im Jahre 1897 erschien eine Gesamtausgabe ihrer Werke.

## Pseudonyme
Der Geburtsname Higuchi Ichiyōs lautete Higuchi Natsu (in der amtlich registrierten Schreibung: 樋口 奈津). Die Schriftstellerin selbst verwendete zur Signierung ihrer Tagebücher andere Schreibweisen des Namens Natsu (なつ und 夏) und sehr häufig dessen Weiterbildung Natsuko (夏子), unter der sie auch Gedichte verfasste. Unter dem Pseudonym Ichiyō veröffentlichte sie Erzählungen und Romane, wobei sie den Familiennamen (Higuchi), bis auf eine belegte Ausnahme, nicht selbst erwähnte. Aus diesem Grunde wird sie vielfach auch Higuchi Natsuko genannt. In Zeitungen veröffentlichte sie Erzählungen unter den Pseudonymen Asaka no Numako (浅香のぬま子) und Kasugano Shikako (Kasugano Schikako, 春日野 しか子).
Der Name Ichiyō, das bekannteste der Pseudonyme, bedeutet ein Blatt und erinnert an die Sage, wonach der Bodhidharma (jap. 達磨, daruma) auf einem einzigen Schilfblatt den Jangtse-Fluss überquert und neun Jahre vor der Wand einer Höhle meditierte, wobei er (nach der japanischen Sage) die bei dem jahrelangen Sitzen nicht benötigten Arme und Beine verliert (vgl. Artikel: Bodhidharma).
Einen Hinweis darauf, dass der Name Ichiyō dieses eine Blatt Schilf meint und somit Bezug nimmt auf den (nach japanischer Vorstellung arm- und beinlosen) Bodhidharma, sieht Hirata Tokuboku (平田 禿木) in dem Tanka (Tagebucheintrag vom 19. April 1893)

「我こそは　だるま大師に　成りにけれ　とぶらはんにも　あしなしにして.」

„Ware koso wa/daruma-daishi ni/nari ni kere/toburawan ni mo/ashi-nashi ni shite.“

„Wahrlich, ich bin doch [wie] Bodhidharma, der große Lehrer, geworden: ob ich auch auf eine Trauerfeier gehen will, muss ich ohne Geld (für eine Trauergabe) auskommen.“

Das Gedicht zeugt von der Mittellosigkeit der Dichterin. ashi-nashi ist ein Wortspiel, das sich sowohl, an den Bodhidharma erinnernd, in dem Sinne ohne Beine als auch in dem Sinne ohne Geld deuten lässt, sodass der Name Ichiyō als geistreiche Selbstironie aufgefasst werden kann.

## Werke
Higuchi, die in ihrem kurzen Leben nicht viele Werke publizierte, beeindruckt durch die Qualität ihrer Arbeiten: Sie war die erste professionelle Schriftstellerin der modernen japanischen Literatur.

### Erzählungen
- Yamizakura (闇桜, März 1892 in: Musashino, dt. Titel: Kirschblüten in der Finsternis)
- Tamakeyaki (たま欅, März 1892 in: Musashino)
- Samidare (五月雨, Juli 1892 in: Musashino)
- Kyōzukue (経づくえ, September 1892 in: Kōyō Shimpō)
- Umoregi (うもれ木, November 1892 in: Miyako no hana, dt. Titel: Meister Bitter)
- Akatsukizukuyo (暁月夜, Februar 1893 in: Miyako no hana)
- Yuki no hi (雪の日, März 1893 in: Bungakukai, dt. Titel: Ein Schneetag)
- Koto no ne (琴の音, Dezember 1893 in: Bungakukai)
- Yamiyo (やみ夜, Juli 1894 in: Bungakukai, dt. Titel: In finsterer Nacht)
- Ōtsugomori (大つごもり, Dezember 1894 in: Bungakukai, dt. Titel: Am letzten Tag des Jahres)
- Takekurabe (たけくらべ, Januar 1895 bis Januar 1896 in: Bungakukai, dt. Titel: Die Liebe der kleinen Midori und Solange sie noch ein Kind war)
- Nokimoru tsuki (軒もる月, April 1895 in: Mainichi Shimbun, dt. Titel: Mond überm Dachfirst)
- Yuku kumo (ゆく雲, Mai 1895 in: Taiyō)
- Utsusemi (うつせみ, 27. August bis 31. August 1895 in: Yomiuri Shimbun, dt. Titel: Eine leere Zikadenhülle)
- Nigorie (にごりえ, September 1895 in: Bungeikurabu, dt. Titel: Trübe Wasser)
- Ame no yo (雨の夜, September 1895 in: Yomiuri Shimbun)
- Tsuki no yo (月の夜, September 1895 in: Yomiuri Shimbun)
- Jūsan’ya (十三夜, Dezember 1895 in: Bungeikurabu, dt. Titel: Die Nacht der Herbstmondfeier)
- Wakaremichi (わかれ道, 1896 in: Kokumin no tomo, dt. Titel: Am Scheideweg)
- Ware kara (われから, Mai 1896 in: Bungeikurabu)

### Essays
- Kari ga ne (雁がね, Oktober 1895 in Yomiuri Shimbun)
- Mushi no ne (虫の音, Oktober 1895 in Yomiuri Shimbun)
- Akiawase (あきあはせ, Mai 1896 in Urawakagusa)
- Hototogisu (ほとゝぎす, Juli 1896 in Bungeikurabu)

### Deutsche Ausgaben
- In finsterer Nacht und andere Erzählungen. Übersetzt von Michael Stein, Iudicium, München, 2007, ISBN 978-3-89129-196-2. Beinhaltet die Erzählungen In finsterer Nacht, Am letzten Tag des Jahres und Die Nacht der Herbstmondfeier.
- Mond überm Dachfirst. Übersetzt von Michael Stein, Manesse Verlag, 2008, ISBN 978-3-7175-2162-4. Beinhaltet die Erzählungen Kirschblüten in der Finsternis, Mond überm Dachfirst, Solange sie noch ein Kind war, Eine leere Zikadenhülle, Am Scheideweg, Meister Bitter, Ein Schneetag.
- Trübe Wasser. Übersetzt von Jürgen Berndt. In: Träume aus zehn Nächten. Japanische Erzählungen des 20. Jahrhunderts. Hrsg. Eduard Klopfenstein, Theseus Verlag, München, 1992, ISBN 3-85936-057-4, S. 7–36.
- Die Liebe der kleinen Midori. Übersetzt von Oscar Benl. In: Die Liebe der kleinen Midori. Japanische Liebesgeschichten. Hrsg. Oscar Benl, dtv, München, 1968, S. 116–152.